# Ligne de Rome à Naples par Formia
Ne doit pas être confondu avec LGV Rome - Naples ou Ligne de Rome à Naples par Cassino.
La ligne de chemin de fer Rome - Naples par Formia relie la capitale de l'Italie, Rome à la ville de Naples, via Formia. Inaugurée en 1927, elle est considérée comme étant la ligne directe qui relie les deux villes, par rapport à la ligne de Rome à Naples par Cassino.